# John Wentworth (gouverneur)
Pour les articles homonymes, voir John Wentworth.
Sir John Wentworth, 1er baronnet (né le 9 août 1737 et mort le 8 avril 1820) est homme politique britannique. Il est gouverneur colonial du New Hampshire durant la révolution américaine (1767-1775) puis lieutenant-gouverneur de Nouvelle-Écosse (1792-1808).

## Biographie

### Jeunesse et études
Wentworth est né à Portsmouth dans la province du New Hampshire. Ses ancêtres remontent aux premiers colons de la province : il est le petit-fils de John Wentworth, lieutenant-gouverneur de la province dans les années 1720, et le neveu du gouverneur Benning Wentworth. Son père Mark est un important propriétaire terrien et marchand du New Hampshire, sa mère Elizabeth Rindge Wentworth est également issue de la haute société locale.
En 1751, Wentworth rejoint le Harvard College, où il obtient son bachelor of arts en 1755 et son master en 1758. À cette époque, il devient proche de son camarade John Adams, futur président des États-Unis.
En 1759, Wentworth réalise son premier investissement d'importance en participant à l'achat et au développement de terres autour du lac Winnipesaukee, qui deviendront Wolfeboro. En 1763, son père l'envoie à Londres pour le représenter dans ses affaires. Il y côtoie notamment Charles Watson-Wentworth, marquis de Rockingham, qui met fin au Stamp Act.

### Gouverneur du New Hampshire
Son oncle, le gouverneur du New Hampshire Benning Wentworth, s'enrichit en vendant des terres à l'ouest du Connecticut. La commission du commerce juge cependant en 1764 que le Connecticut constitue la frontière occidentale du New Hampshire et que ces terres font partie de la province de New York (et non du New Hampshire). Benning Wentworth refusant de démissionner, la commission songe alors à le destituer. John Wentworth intervient cependant pour que son oncle démissionne en sa faveur.
En août 1766, Wentworth est nommé gouverneur et vice-amiral du New Hampshire ainsi qu'inspecteur général des bois du roi en Amérique du Nord. Avant de retrouver le continent américain, il reçoit un doctorat de common law de l'université d'Oxford. En mars 1767, il arrive à Charleston pour sonder les forêts de Géorgie et des Carolines pour la couronne britannique. Il part ensuite en direction du nord pour être accueilli à Portsmouth le 13 juin 1767.

## Vie privée

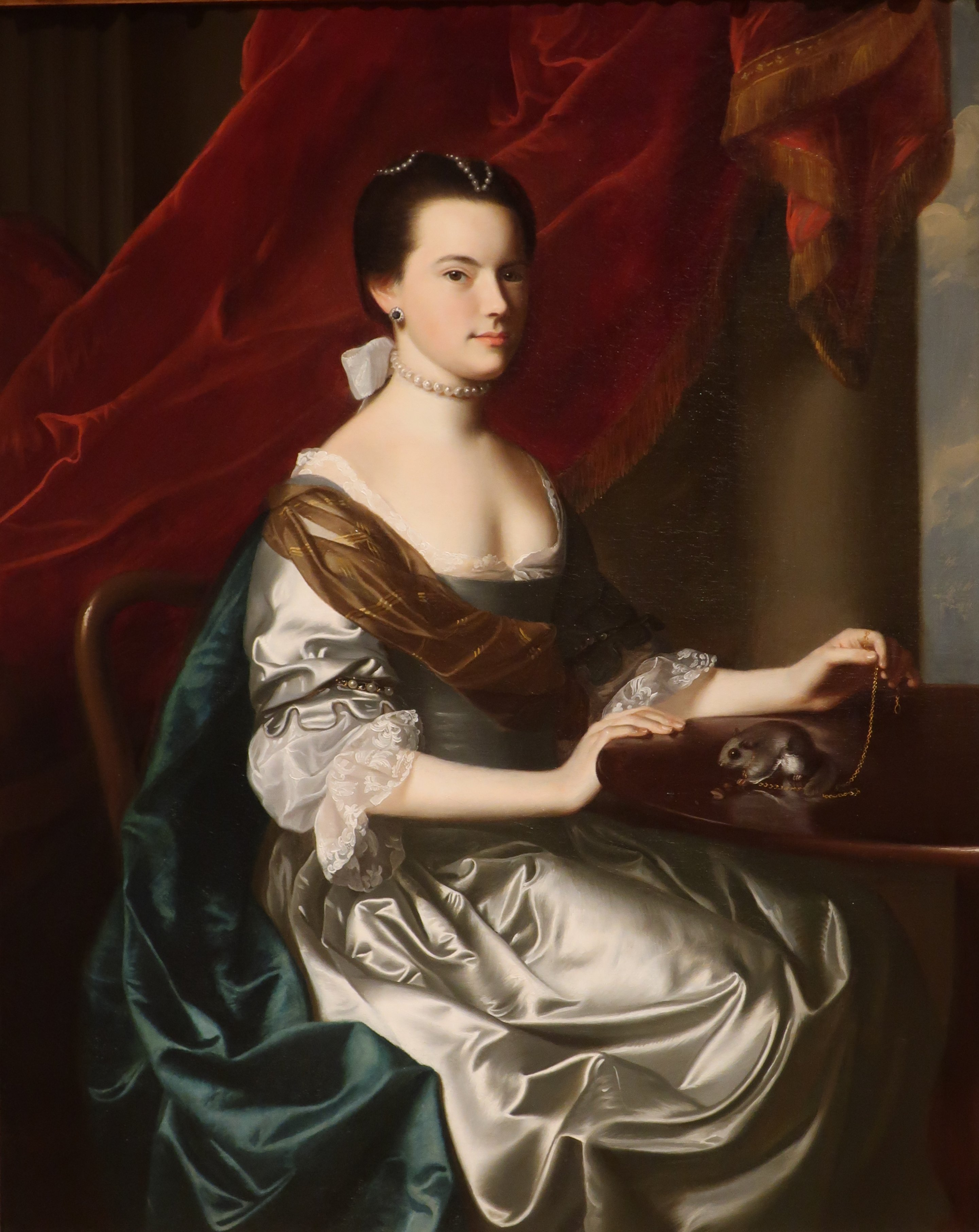
Frances Deering, par John Singleton Copley en 1765.

John Wentworth épouse sa cousine Frances Deering Wentworth en novembre 1769, deux semaines après le décès du mari de celle-ci, Theodore Atkinson. Le couple a un fils, Charles Mary Wentworth, futur membre du conseil législatif de Nouvelle-Écosse. Il meurt en 1844 sans descendant, marquant la fin de la baronnetie.
Frances semble malheureuse en Nouvelle-Écosse, loin du faste de sa vie anglaise, de son époux souvent absent et de son fils éduqué en Angleterre. Lorsque le prince Guillaume, fils du roi George III, se rend à Halifax en 1786 tandis que John est sur l'île du Cap-Breton, Frances devient probablement la maîtresse du prince.
Frances meurt à Sunninghill (en), dans le Berkshire anglais le 14 février 1813, à l'âge de 68 ans. John meurt à Halifax le 8 avril 1820, âgé de 84 ans. Il est enterré dans la crypte de l'église Saint-Paul d'Halifax. La localité de Wentworth (en) en Nouvelle-Écosse porte son nom tandis que les villes de Francestown et Deering, au New Hampshire, sont nommées en l'honneur de son épouse.
The Governor's Lady, de l'auteur canadien Thomas H. Raddall (en), est un roman basé sur les vies de John et Frances Wentworth.